# Церковь Димитрия Солунского (Старая Ладога)
Церковь Димитрия Солунского — деревянная церковь на территории Староладожской крепости, использовалась как тёплая церковь для богослужения в зимний период.
Церковь относится к числу объектов Староладожского историко-архитектурного и археологического музея-заповедника, по договорённости с которым с осени 2014 года Русской православной церковью в ней возобновлены богослужения.

## История
Церковь Димитрия Солунского впервые упомянута в 1646 году как «строение государево», но построена, вероятно, была при восстановлении Ладоги после событий Смутного времени. Церковь несколько раз перестраивалась. В 1731 году сгнивший тёс сожгли, пепел сложили в кусок холста и пустили по реке. Оставшиеся при разборе церкви пригодные брёвна были использованы для постройки новой церкви. Она пострадала от пожара 26 ноября 1782 года — сгорела кровля, главка, попортились иконы. Церковь была быстро восстановлена и освящена 29 октября 1783 года.
В 1865 году игумен Валаамского монастыря Дамаскин предложил горожанам продать деревянную церковь для переноса её на территорию своей обители. Был получен отказ — «прихожане и притч уклонились, ссылаясь на то, что он им дорог как местная древность, что на Валааме фасад вероятно подвергнется изменению».

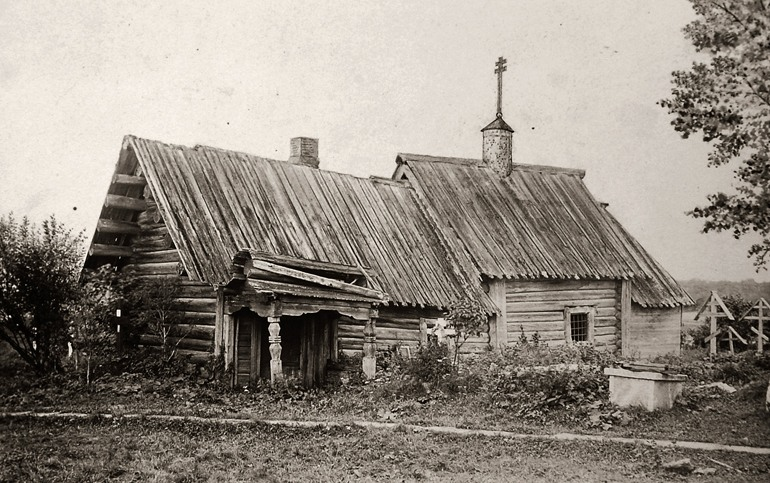
Церковь в 1880-е годы

К концу XIX века церковь сильно обветшала. Посетивший её Н. К. Рерих писал: «Вся она перекосилась, главка упала, и крест прямо воткнут в уцелевший барабан её. Интересное крылечко провалилось, дверка вросла в землю. Церковка обречена на паденье».
В начале XX века деньги на восстановление храма пожертвовал купец Р. Г. Герасимов. К лету 1901 года Димитровская церковь была в восстановлена в прежних формах с сохранением всех деталей и освящена.
После революции 1917 года церковь была закрыта. Её помещение заняли археологи, проводившие раскопки в Староладожской крепости. После образования в 1971 году Староладожского историко-архитектурного и археологического музея-заповедника в церкви разместилась экспозиция по крестьянскому быту. В 2017 году была завершена реставрация Димитровской церкви и в ней открылась экспозиция «Фрески храма святого Георгия XII в.».

## Архитектура и убранство
Здание церкви состоит из трёх клетей: паперть, трапезная и церковь с пятигранной апсидой. Входная дверь имеет навес с бочкообразной кровлей, тёс которой завершается стреловидной пропилкой. На двускатной кровле находится шейка с главкой, увенчанной крестом. Их поверхность покрыта осиновым лемехом.

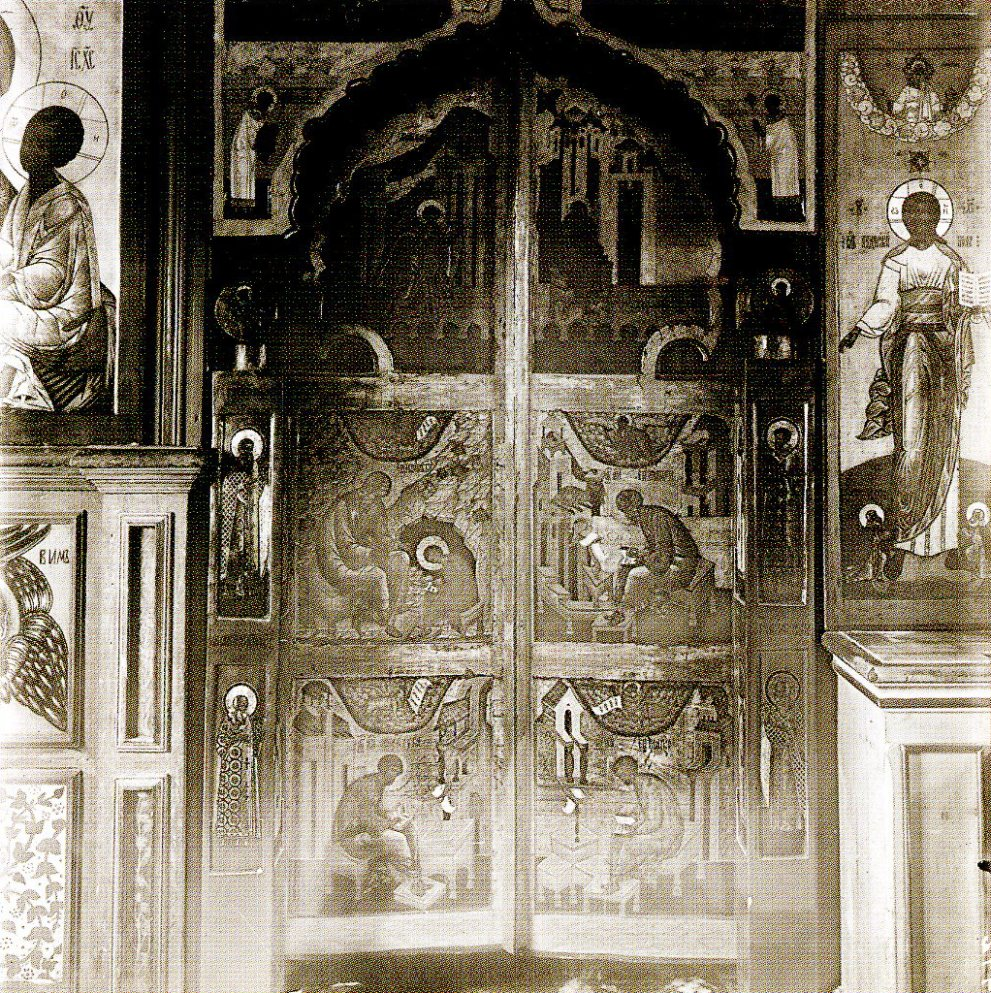
Царские врата в церкви Димитрия Солонуского (фотография 1905 года)

Внутреннее убранство церкви не сохранилось. По свидетельству историка Константина Бороздина, в начале XIX века в церкви хранились «образа, поставленные тут Италийским завоевателем». В 1860 году часть икон, признанных ценными, были вывезены в Санкт-Петербург и потом поступили в собрание музея императора Александра III. Участвовавший в реставрации церкви в начале XX века историк архитектуры и коллекционер Николай Романченко датировал живопись Царских врат церкви XV веком.
Описание церкви и её убранства после реставрации начала XX века оставил новгородский краевед и литератор Александр Слезскинский:

Церковь деревянная, похожа на деревенскую избу. По словам батюшки, постройка её в прошлом виде и реставрация внутренности сделаны на средства купца Герасимова… Размер церкви, притвор или сенцы, число, величина, расположение окон, балки, — во всем соблюдён старый порядок… Иконостас бросается в глаза своей древностью… [батюшка сказал,] он интересен потому, что на нём полочки, а на полочках иконы. Прежде каждый молящийся ставил свой образ и ему одному только молился. На узеньких полочках, действительно, стояли потемневшие от времени разных величин образа… Вот оригинальные царские врата… их брали отчищать в Петербург, а сзади они так и остались нетронутыми — закоптели, почернели и побрызганы бог весть когда белилами… Образ Димитрия и Василия Великого остался неприкосновенным. Наищутся и другие нечищенные… В церкви стоит шкап, из которого отец Георгий вынимал и показывал мне древние холстинные набойчатые ризы: четыре диаконских стихаря, две фелони с красными оплечьями.

Из церковной утвари сохранилась медная купель XVII века, которая поступила в Димитровскую церковь из петербургской церкви Спаса Нерукотворного Образа на Конюшенной площади.